# Лавровый Мадридский знак отличия

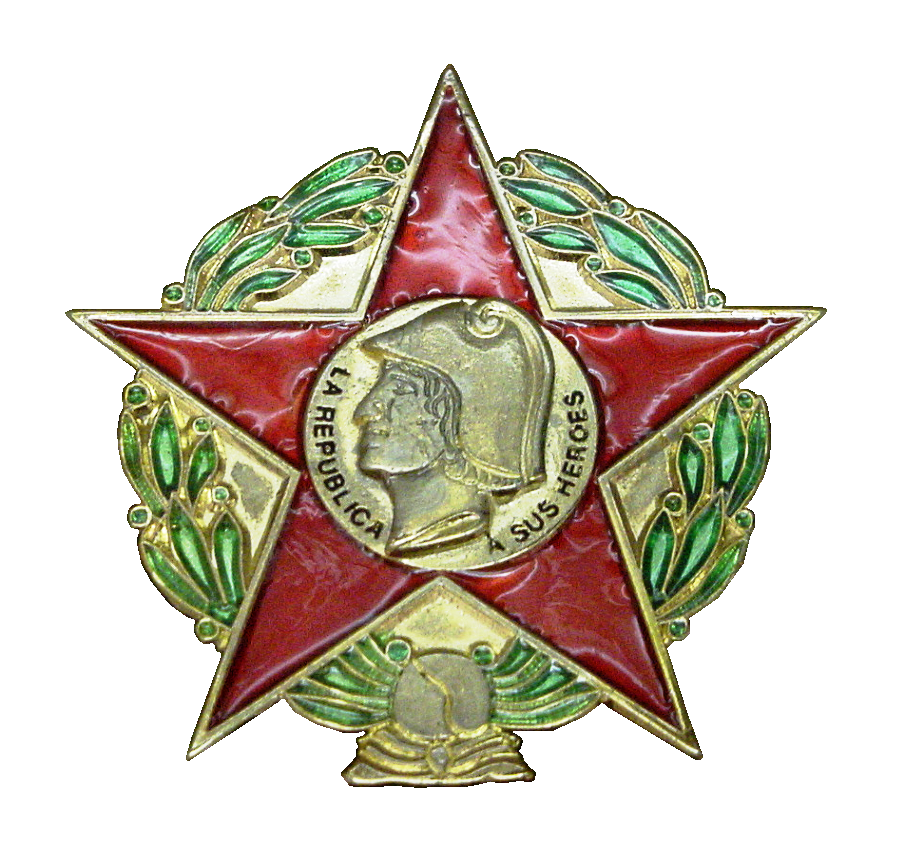
Знак ордена. Текст под головой гласит: «Республика — своим героям».

Мадридский знак отличия с лавровым венком, или Лавровый Мадридский знак отличия (исп. Placa Laureada de Madrid) — высшая военная награда за доблесть Второй испанской республики. Присуждался в знак признания действий, индивидуальных или коллективных, для защиты нации и её граждан перед лицом непосредственного риска для носителя или жизни носителя. Право на награду имели служащие Вооруженных сил Испании, и до присуждения награды проверялись показания надежных свидетелей подвига.
Названный в честь столицы Испании, символизирующий мужество и защиту сторонников Республики во время осады Мадрида на протяжении всей гражданской войны в Испании, Мадридский знак отличия был учрежден 25 мая 1937 года в качестве республиканского эквивалента Ордену Святого Фердинанда с лавровым венком, который вручался во времена монархии, а в годы гражданской войны был возрождён франкистами.

## Награждённые
Всего были награждены 8 человек:
- Испанская республиканская армия
  - Висенте Рохо Люч, генерал Народной армии и начальник Генерального штаба[4]
  - Хосе Миаха Менант, генерал Народной армии[5]
  - Мануэль Фонтела Фройс, майор республиканской кавалерии[6]
  - Домисиано Леал Сархента и Мануэль Альварес Альварес, майоры ополчения за роль в битве при Эбро (посмертно)[7]
- Испанский республиканский флот
  - Луис Гонсалес де Убиета, адмирал Республиканского флота, за роль в потоплении тяжелого крейсера «Балеарес» в битве при Кабо-де-Палос, крупнейшем морском сражении гражданской войны в Испании.[8]
  - Амбросио Ристори де ла Куадра, майор морской пехоты (посмертно), за его подвиги в осаде Алькасара и битве при Сесене, где он был убит в бою[9]
- Республиканские ВВС Испании
  - Леокадио Мендиола Нуньес, майор ВВС, за оказанные услуги[10] (Несмотря на награду, Мендиола так и не получил медаль после падения Второй испанской республики)[11]

## Мадридский знак отличия

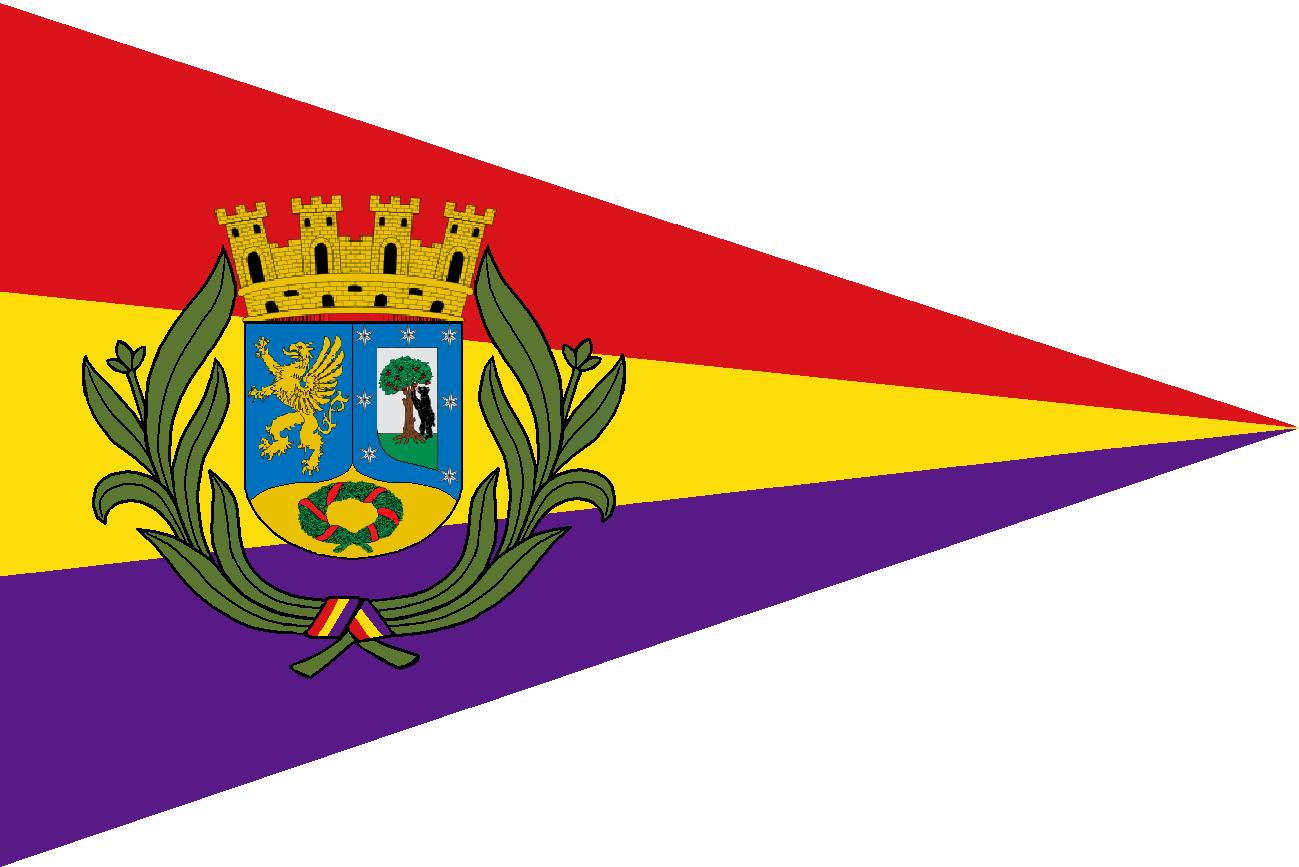
Отличительный вымпел Мадрида.

Distintivo de Madrid (Мадридский знак отличия) — награда, связанная со Знаком лаврового венка, который был учрежден Второй Испанской Республики в знак признания мужества. Он был присвоен военнослужащим и кораблям республиканского флота Испании, которые участвовали в битве на мысе Палос в январе 1938 года.
После вручения Лаврового знака Мадрида адмиралу лоялистского флота Луису Гонсалесу де Убиете Знак отличия был присужден крейсерам ВМС Испании «Либертад» и «Мендес Нуньес», эсминцам «Лепанто», «Адмирал Антекера» и «Санчес Баркаистеги», а также членам их экипажей за их роль в битве на мысе Палос. Эти корабли получили право поднимать специальный вымпел, а члены команд носили на своей униформе специальный значок со старым гербом Мадрида.